# برجمان مول

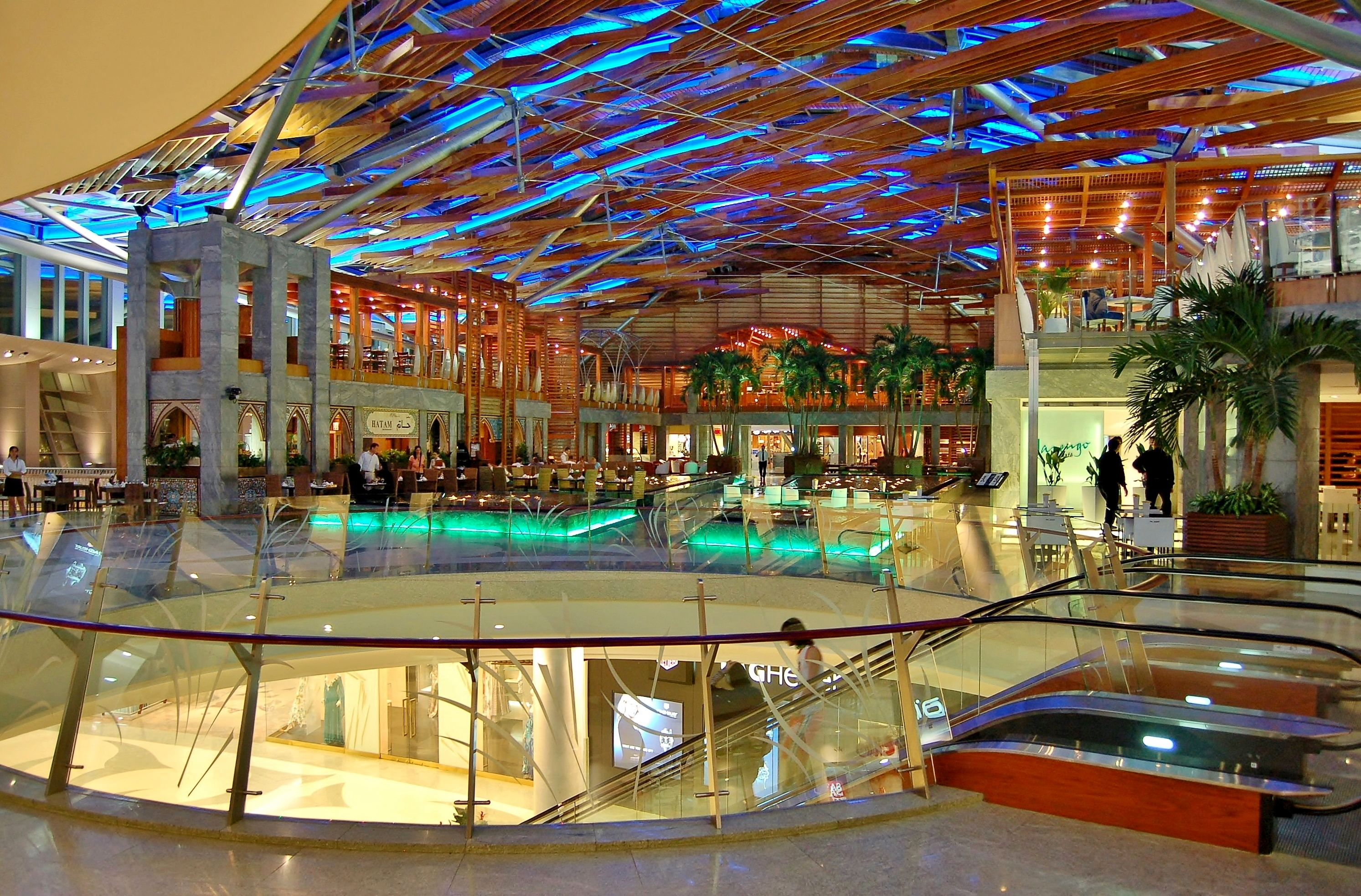
مدخل برجمان مول

برجمان هو أحد أقدم مراكز التسوق في دبي، ويقع في المنطقة السكنية في بر دبي، في منطقة المنخول، شارع خالد بن الوليد، وقد تم افتتاحه في عام 1991. تم تطويره من قبل مالكه مجموعة الغرير. ويضم المعلم المميز أكثر من 2,800,000 قدم مربع من المساحة متعددة الاستخدامات بما في ذلك مركز التسوق وبرج الأعمال والأجنحة الفندقية والمساكن مختلفة الأغراض. ويضم المول أكثر من 800,000 قدم مربع (74,000 م 2).
في نوفمبر 2003، فاز مركز تسوق برجمان بجائزتي «ماكسي» للاستحقاق من المجلس الدولي لمراكز التسوق. وفي مارس 2006، فاز برجمان علي جائزه «مول العام» في جوائز الشرق الأوسط للبيع بالتجزئة في نسختها الأولى.